# Маккена, Кэтрин
Кэтрин Маккена (англ. Catherine McKenna; род. 5 августа 1971) — канадский политик, член Либеральной партии Канады. Член Палаты общин Канады от провинции Онтарио. С 2015 по 2019 год занимала пост министра по вопросам окружающей среды и климатических изменений. После федеральных выборов 2019 года стала министром инфраструктуры и местного самоуправления.

## Биография
Кэтрин Маккена родилась в Гамильтоне, Онтарио. Кэтрин — старшая из четырёх детей в семье. Посещала католическую среднюю школу Святой Марии, затем поступила в университет Торонто. Затем проходила обучение в Лондонской школе экономики и политических наук и университете Макгилла, получив высшее образование юриста, специализирующегося на правах человека и социальной справедливости. 14 августа 1999 года вышла замуж за предпринимателя и писателя Скотта Гилмора.
Маккена занималась юридической практикой в ведущих фирмах Индонезии, уделяя особое внимание международной торговле, конкуренции, инвестициям и конституционным вопросам.
На федеральных выборах 2015 года Маккена избралась в Палату общин Канады, одержав победу над членом парламента от Новой демократической партии Полом Дьюаром. Она набрала 43 % голосов против 38 % у Дьюара. 4 ноября 2015 года Маккена была назначена министром окружающей среды и климатических изменений в правительстве Джастина Трюдо.
В 2019 году успешно переизбралась в Палату общин, после чего была назначена министром инфраструктуры и местного самоуправления.
В июне 2021 года Кэтрин Маккена объявила, что не будет баллотироваться на следующих федеральных выборах и должна будет покинуть пост министра. В сентябре 2020 года новым членом парламента от округа Оттава Центр был избран однопартиец Маккены — бывший генеральный прокурор правительства Онтарио .